# Марк Валерий Лактука Максим
Марк Валерий Лактука Максим (лат. Marcus Valerius Lactuca Maximus; V век до н. э.) — римский политический деятель, консул-суффект 437 года до н. э. Сын консула 456 года до н. э. Марка Валерия Максима Лактуки.
Марка Валерия выбрали консулом после смерти Марка Гегания Мацерина. Его коллегой был Луций Сергий Фиденат. Согласно триумфальным фастам, Лактука Максим был удостоен триумфа за победу над Вейями и Фиденами, но Ливий приписывает этот триумф диктатору Мамерку Эмилию Мамерцину.
Сын Лактуки Максима Марк Валерий Лактуцин Максим был консулом в 398 году до н. э.